# Pseudobonzia neoreticulata
Pseudobonzia neoreticulata är en spindeldjursart som beskrevs av Den Heyer 1977. Pseudobonzia neoreticulata ingår i släktet Pseudobonzia och familjen Cunaxidae. Inga underarter finns listade i Catalogue of Life.